# Gretna Football Club
El Gretna Football Club fue un club de fútbol de Escocia, con sede en Gretna. Fue fundado en 1946 y desapareció en 2008.

## Palmarés

### Torneos nacionales
- Segunda División de Escocia (1): 2006-07
- Tercera División de Escocia (1): 2005-06
- Cuarta División de Escocia (1): 2004–05

## Participación en competiciones de la UEFA
| Temporada | Torneo   | Ronda             | Club       | Casa | Visita | Global |
| --------- | -------- | ----------------- | ---------- | ---- | ------ | ------ |
| 2006–07   | UEFA Cup | 2ª Clasificatoria | Derry City | 1–5  | 2–2    | 3–7    |